# Nati nel 1988/Marzo
| Questa pagina contiene informazioni ricavate automaticamente dalle voci biografiche con l'ausilio del template Bio e di un bot. L'aggiornamento è periodico e automatico e ricostruisce completamente la pagina. Se manca una persona in questa lista, sei pregato di non aggiungerla, ma accertati piuttosto che la sua voce biografica contenga il template Bio e che i dati anagrafici siano correttamente compilati. Se il template Bio manca, inseriscilo tu stesso o, in alternativa, metti l'avviso {{tmp\|Bio}} che ne segnala la mancanza. Se i dati riportati sono sbagliati, correggi direttamente la voce biografica; le modifiche saranno visibili in questa lista entro pochi giorni. Per chiarimenti vedi il progetto biografie. La lista contiene solo le 567 persone che sono citate nell'enciclopedia e per le quali è stato implementato correttamente il template Bio. Pagina aggiornata al 10 ago 2025. |

- 1º marzo - Dudu Biton, ex calciatore israeliano
- 1º marzo - Vincenzo Boni, nuotatore italiano
- 1º marzo - Alessandro Castagnoli, ex rugbista a 15 italiano
- 1º marzo - Yasmani Duk, calciatore boliviano
- 1º marzo - Óliver Fula, ex calciatore colombiano
- 1º marzo - Giorgia Galletti, calciatrice italiana
- 1º marzo - Rachael Henley, attrice inglese
- 1º marzo - Lindsay Japal, modella britannica
- 1º marzo - Dick Kauma, calciatore francese
- 1º marzo - Curtis Marsh, giocatore di football americano statunitense
- 1º marzo - Marcin Pietrowski, calciatore polacco
- 1º marzo - Nolan Roux, ex calciatore francese
- 1º marzo - Enzo Scorza, calciatore uruguaiano
- 1º marzo - Michal Škoda, calciatore ceco
- 1º marzo - Jarvis Varnado, cestista statunitense
- 1º marzo - Vadims Žuļevs, ex calciatore lettone
- 2 marzo - Kate Alexa, cantante australiana
- 2 marzo - Edgar Andrade, ex calciatore messicano
- 2 marzo - James Arthur, cantante britannico
- 2 marzo - Mehdi Baki, danzatore, attore e coreografo francese
- 2 marzo - Chris Christensen, nuotatore danese
- 2 marzo - Werner Coetser, attore sudafricano
- 2 marzo - Piotr Grzelczak, calciatore polacco
- 2 marzo - Laura Kaeppeler, modella statunitense
- 2 marzo - Thabani Kamusoko, calciatore zimbabwese
- 2 marzo - Vito Mannone, calciatore italiano
- 2 marzo - Matthew Mitcham, tuffatore australiano
- 2 marzo - Roland Müller, calciatore tedesco
- 2 marzo - Bruno Pereirinha, ex calciatore portoghese
- 2 marzo - Romain Philippoteaux, allenatore di calcio e ex calciatore francese
- 2 marzo - Dexter Pittman, ex cestista statunitense
- 2 marzo - Chris Rainey, giocatore di football americano statunitense
- 2 marzo - Geert Roorda, ex calciatore olandese
- 2 marzo - Vladimir Sedov, sollevatore kazako († 2023)
- 2 marzo - Yohan Tavares, calciatore francese
- 2 marzo - Simon Terodde, ex calciatore tedesco
- 2 marzo - Lisette Thöne, bobbista e ex lunghista tedesca
- 3 marzo - Nery Bareiro, calciatore paraguaiano
- 3 marzo - Matthieu Bemba, ex calciatore francese
- 3 marzo - Riccardo Bocchino, ex rugbista a 15 italiano
- 3 marzo - Federico Dionisi, arbitro di calcio italiano
- 3 marzo - Francisco Dutari, ex calciatore argentino
- 3 marzo - Rens van Eijden, ex calciatore olandese
- 3 marzo - Timur Gareev, scacchista uzbeko
- 3 marzo - Jan-Arie van der Heijden, ex calciatore olandese
- 3 marzo - Diletta Innocenti Fagni, attrice e pittrice italiana
- 3 marzo - Momotarō Matsushita, canoista giapponese
- 3 marzo - Michael Morrison, calciatore inglese
- 3 marzo - Rafael Muñoz Pérez, ex nuotatore spagnolo
- 3 marzo - Vendula Měrková, pallavolista ceca
- 3 marzo - Ezinne Okparaebo, velocista norvegese
- 3 marzo - Sibel Özkan, sollevatrice turca
- 3 marzo - Milad Salem, ex calciatore afghano
- 3 marzo - Peter van Schie, canottiere olandese
- 3 marzo - Livia Stagni, schermitrice italiana
- 3 marzo - Emiliano Tade, calciatore argentino
- 3 marzo - Mekia Valentine, cestista statunitense († 2020)
- 3 marzo - Jason Worilds, ex giocatore di football americano statunitense
- 4 marzo - Byron Beatty Jr., giocatore di football americano statunitense
- 4 marzo - Varsham Boranyan, lottatore armeno
- 4 marzo - Espen Børufsen, ex calciatore norvegese
- 4 marzo - Josh Bowman, attore britannico
- 4 marzo - Steven Burke, ex pistard britannico
- 4 marzo - Dóra Horváth, ex pallavolista ungherese
- 4 marzo - Steeven Langil, calciatore francese
- 4 marzo - Fredrik Liverstam, calciatore svedese
- 4 marzo - Cody Longo, attore e cantante statunitense († 2023)
- 4 marzo - Gabriel Marques, ex calciatore brasiliano
- 4 marzo - Gal Mekel, ex cestista israeliano
- 4 marzo - Hermes Palomino, calciatore venezuelano
- 4 marzo - Răzvan Rusu, sollevatore rumeno
- 4 marzo - Laura Siegemund, tennista tedesca
- 4 marzo - Kağan Söylemezgiller, calciatore turco
- 4 marzo - Sjarhej Usenja, calciatore bielorusso
- 5 marzo - Jovana Brakočević, pallavolista serba
- 5 marzo - Blair Brown, ex pallavolista e allenatrice di pallavolo statunitense
- 5 marzo - Hernán Burbano, ex calciatore colombiano
- 5 marzo - Liassine Cadamuro, calciatore francese
- 5 marzo - Trevor Carson, calciatore nordirlandese
- 5 marzo - Sjarhej Černik, calciatore bielorusso
- 5 marzo - Brian Easton, calciatore scozzese
- 5 marzo - Stonebwoy, cantante ghanese
- 5 marzo - Aleksandar Kostoski, cestista macedone
- 5 marzo - Illja Kvaša, ex tuffatore ucraino
- 5 marzo - Guedes Lupapa, calciatore angolano
- 5 marzo - Román Martínez, cestista statunitense
- 5 marzo - Damien Plessis, ex calciatore francese
- 5 marzo - Lucas Roque, giocatore di beach soccer statunitense
- 5 marzo - Hang Yu Sze, nuotatrice hongkonghese
- 5 marzo - Bjarni Viðarsson, ex calciatore islandese
- 6 marzo - Agnes, cantante svedese
- 6 marzo - Marvin Bejarano, calciatore boliviano
- 6 marzo - Rita Chikwelu, calciatrice nigeriana
- 6 marzo - Borja Ekiza, ex calciatore spagnolo
- 6 marzo - Marina Eraković, ex tennista neozelandese
- 6 marzo - Mamoudou Hanne, velocista maliano
- 6 marzo - Guo Jianli, pentatleta cinese
- 6 marzo - Dar"ja Jurkevič, ex biatleta bielorussa
- 6 marzo - Mihael Kovačević, ex calciatore svizzero
- 6 marzo - Lee Seung-hoon, pattinatore di velocità su ghiaccio e pattinatore di short track sudcoreano
- 6 marzo - Debjit Majumder, calciatore indiano
- 6 marzo - Simon Mignolet, calciatore belga
- 6 marzo - Pedro Orfila, calciatore spagnolo
- 6 marzo - Máté Pátkai, ex calciatore ungherese
- 6 marzo - Hassan Shahini, pugile iraniano
- 6 marzo - Marcel Stutter, calciatore tedesco
- 6 marzo - Zhu Huijing, pallavolista cinese
- 6 marzo - Wellington do Nascimento Silva, calciatore brasiliano
- 7 marzo - Rochdi Achenteh, calciatore olandese
- 7 marzo - Emir Bajrami, calciatore svedese
- 7 marzo - Mikita Bukatkin, allenatore di calcio e ex calciatore bielorusso
- 7 marzo - Flavio Ciampichetti, calciatore argentino
- 7 marzo - Murray Davidson, ex calciatore scozzese
- 7 marzo - Jonathan Fumeaux, ex ciclista su strada svizzero
- 7 marzo - Moisés Lima Magalhães, ex calciatore brasiliano
- 7 marzo - DeMarcus Love, giocatore di football americano statunitense
- 7 marzo - Gleb Malʹcev, ex calciatore kazako
- 7 marzo - Daniele Marghitola, ex hockeista su ghiaccio svizzero
- 7 marzo - Valerio Mazzola, cestista italiano
- 7 marzo - MoTrip, rapper tedesco
- 7 marzo - Sonja Newcombe, pallavolista statunitense
- 7 marzo - Héctor Rodas, allenatore di calcio e ex calciatore spagnolo
- 7 marzo - Fariba Sheikhan, attrice spagnola
- 7 marzo - Alessio Ward, doppiatore e direttore del doppiaggio italiano
- 7 marzo - Serhij Čebotajev, ex calciatore ucraino
- 7 marzo - Valentina Ševčenko, artista marziale mista kirghisa
- 8 marzo - Diego Biseswar, ex calciatore olandese
- 8 marzo - Benny Blanco, cantautore, rapper e produttore discografico statunitense
- 8 marzo - Keston Bledman, velocista trinidadiano
- 8 marzo - Damian Boeselager, politico tedesco
- 8 marzo - Pablo Cancela, hockeista su pista spagnolo
- 8 marzo - Reina del Cid, cantautrice statunitense
- 8 marzo - Vanni De Luca, attore e scrittore italiano
- 8 marzo - Armanti Edwards, giocatore di football americano statunitense
- 8 marzo - Juan Carlos García Barahona, calciatore honduregno († 2018)
- 8 marzo - Fanny Horn, ex biatleta norvegese
- 8 marzo - Jahmir Hyka, ex calciatore albanese
- 8 marzo - Miloš Lačný, calciatore slovacco
- 8 marzo - Ville Lajunen, hockeista su ghiaccio finlandese
- 8 marzo - Jacob Neestrup, allenatore di calcio e ex calciatore danese
- 8 marzo - Tyler Nella, ex sciatore alpino canadese
- 8 marzo - Michele Nonne, pallavolista italiano
- 8 marzo - Giulia Pollini, canottiera italiana
- 8 marzo - Johnny Ruffo, cantante, attore e personaggio televisivo australiano († 2023)
- 8 marzo - Kendrick Sampson, attore statunitense
- 8 marzo - Elierce Barbosa de Souza, calciatore brasiliano
- 8 marzo - Laura Unsworth, hockeista su prato britannica
- 8 marzo - Thomas Verhaar, ex calciatore olandese
- 8 marzo - Jean-Yves Zahoui, ex cestista francese
- 8 marzo - Zhang Hui, pattinatrice di short track cinese
- 9 marzo - Emanuel Bocchino, calciatore argentino
- 9 marzo - Lindsay Fletemier, ex pallavolista statunitense
- 9 marzo - Elena Furiase, attrice spagnola
- 9 marzo - Goran Gajović, cestista montenegrino
- 9 marzo - Cavid Hüseynov, allenatore di calcio e ex calciatore azero
- 9 marzo - Martin Juhár, calciatore slovacco
- 9 marzo - Hirotaka Kon, pallavolista giapponese
- 9 marzo - Stephen Lambdin, taekwondoka statunitense
- 9 marzo - Fabio Onidi, pilota automobilistico italiano
- 9 marzo - Tajuan Porter, ex cestista statunitense
- 9 marzo - Jerson Ribeiro, calciatore olandese
- 9 marzo - Diego Rigonato, ex calciatore brasiliano
- 9 marzo - Lee Winston Leandro da Silva Oliveira, calciatore brasiliano
- 10 marzo - Akeem Agbetu, ex calciatore nigeriano
- 10 marzo - Mauricio Albornoz, ex calciatore svedese
- 10 marzo - Gustavo Aprile, calciatore uruguaiano
- 10 marzo - Mauro Aragoni, regista e sceneggiatore italiano
- 10 marzo - Joel Benavides, nuotatore artistico messicano
- 10 marzo - Akimsola Boussari, calciatore togolese
- 10 marzo - Yoni Buyens, ex calciatore belga
- 10 marzo - Jevhen Chmara, pianista e compositore ucraino
- 10 marzo - Clarissa Cristina dos Santos, cestista brasiliana
- 10 marzo - Nikolaj Djulgerov, calciatore bulgaro
- 10 marzo - Víctor Fatecha, giavellottista paraguaiano
- 10 marzo - Mohammed Gambo, ex calciatore nigeriano
- 10 marzo - Edgars Gauračs, ex calciatore lettone
- 10 marzo - Rostyn Griffiths, calciatore australiano
- 10 marzo - Justin Hurtt, ex cestista statunitense
- 10 marzo - Tuija Hyyrynen, ex calciatrice finlandese
- 10 marzo - Erika Kinsey, altista svedese
- 10 marzo - Ko Yo-han, calciatore sudcoreano
- 10 marzo - Omar Kossoko, ex calciatore francese
- 10 marzo - Frederik Krabbe, ex calciatore danese
- 10 marzo - Kévin Olimpa, ex calciatore francese
- 10 marzo - Mackenzie Pierce, attrice pornografica statunitense
- 10 marzo - Quincy Pondexter, ex cestista e allenatore di pallacanestro statunitense
- 10 marzo - Ivan Rakitić, dirigente sportivo e ex calciatore croato
- 10 marzo - Tyson Ruiz, ex calciatore gibilterriano
- 10 marzo - Joona Toivio, calciatore finlandese
- 10 marzo - Miloš Vučenović, giocatore di calcio a 5 e calciatore norvegese
- 10 marzo - Hana Čutura, pallavolista croata
- 11 marzo - Igor Andronic, ex calciatore moldavo
- 11 marzo - Pedro Báez, giocatore di baseball dominicano
- 11 marzo - Fábio Coentrão, ex calciatore portoghese
- 11 marzo - Ante Delaš, cestista croato
- 11 marzo - Luke Fetherston, attore britannico
- 11 marzo - Alexandr Fier, scacchista brasiliano
- 11 marzo - Ivan Filatov, ex calciatore kirghiso
- 11 marzo - Alejandro Fiorina, ex calciatore argentino
- 11 marzo - Antonio Giua, arbitro di calcio italiano
- 11 marzo - Thomas Klaussen, giocatore di calcio a 5 e calciatore norvegese
- 11 marzo - Bruno Krebs, giocatore di football americano svizzero
- 11 marzo - Pál Lázár, calciatore ungherese
- 11 marzo - Teressa Liane, attrice australiana
- 11 marzo - Mike Mohamed, giocatore di football americano statunitense
- 11 marzo - Halgurd Mulla Mohammed, calciatore iracheno
- 11 marzo - Magdalena Pajala, ex fondista svedese
- 11 marzo - Steve Pinau, calciatore francese
- 11 marzo - Sebastián Ribas, calciatore uruguaiano
- 11 marzo - Omar Samhan, ex cestista statunitense
- 11 marzo - Vincenzo Sarno, ex calciatore italiano
- 11 marzo - Frank Thompson, tiratore a volo statunitense
- 12 marzo - Tareq Ahmed, calciatore emiratino
- 12 marzo - Sebastian Brendel, canoista tedesco
- 12 marzo - Cristian Chagas Tarouco, calciatore brasiliano
- 12 marzo - Eoin Doyle, ex calciatore irlandese
- 12 marzo - Ruth Gilligan, scrittrice irlandese
- 12 marzo - Margarita Ilieva, ex cestista bulgara
- 12 marzo - Elly Jackson, cantante britannica
- 12 marzo - Kim Ji-yeon, schermitrice sudcoreana
- 12 marzo - Genséric Kusunga, ex calciatore svizzero
- 12 marzo - Maryna Litvinchuk, canoista bielorussa
- 12 marzo - Patrycja Maliszewska, pattinatrice di short track polacca
- 12 marzo - Toby Markham, pilota motociclistico britannico
- 12 marzo - Kōstas Mītroglou, ex calciatore greco
- 12 marzo - Juan Pattillo, ex cestista statunitense
- 12 marzo - Oualid Saadouni, giocatore di calcio a 5 olandese
- 12 marzo - Ritchie Torres, politico statunitense
- 12 marzo - Emiljano Vila, calciatore albanese
- 12 marzo - Myles Weston, calciatore antiguo-barbudano
- 13 marzo - Giorgia Apollonio, giocatrice di curling italiana
- 13 marzo - Bartosz Bochno, cestista polacco
- 13 marzo - Gastón Díaz, calciatore argentino
- 13 marzo - Raúl Fernández-Cavada Mateos, calciatore spagnolo
- 13 marzo - Olga Gori, ex calciatrice italiana
- 13 marzo - Lyn Inaizumi, cantante giapponese
- 13 marzo - Ousman Krubally, cestista statunitense
- 13 marzo - Dominik Landertinger, ex biatleta e fondista austriaco
- 13 marzo - Furdjel Narsingh, ex calciatore olandese
- 13 marzo - Bryan Nauleau, ex ciclista su strada e pistard francese
- 13 marzo - Alessandro Politi, giornalista e personaggio televisivo italiano
- 13 marzo - Gabriele Rossi, attore e ballerino italiano
- 13 marzo - Brad Sorensen, ex giocatore di football americano statunitense
- 14 marzo - Lautaro Acosta, calciatore argentino
- 14 marzo - Bacari, ex calciatore gambiano
- 14 marzo - Willem de Beer, velocista sudafricano
- 14 marzo - Bart Biemans, ex calciatore belga
- 14 marzo - Chen Zhizhao, ex calciatore cinese
- 14 marzo - Stephen Curry, cestista statunitense
- 14 marzo - Darius Ferdynand, ex attore pornografico e modello ungherese
- 14 marzo - Tiago Adan, ex calciatore brasiliano
- 14 marzo - Rico Freimuth, multiplista tedesco
- 14 marzo - Sasha Grey, ex attrice pornografica statunitense
- 14 marzo - Worthy de Jong, cestista olandese
- 14 marzo - David Molina, calciatore honduregno
- 14 marzo - Delvin Ndinga, ex calciatore congolese (Repubblica del Congo)
- 14 marzo - Laura Neboli, allenatrice di calcio e ex calciatrice italiana
- 14 marzo - Alice Pignagnoli, calciatrice e dirigente sportiva italiana
- 14 marzo - Luminița Pișcoran, ex biatleta rumena
- 14 marzo - Sebastián Pol, calciatore argentino
- 14 marzo - Nathan Stupar, giocatore di football americano statunitense
- 14 marzo - Ibrahim Traoré, militare e politico burkinabé
- 14 marzo - José Juan Vázquez, calciatore messicano
- 15 marzo - Jovan Blagojević, calciatore serbo
- 15 marzo - Sebastián Blanco, calciatore argentino
- 15 marzo - Haris Bukva, ex calciatore austriaco
- 15 marzo - Lil Dicky, rapper, comico e ambientalista statunitense
- 15 marzo - Angelika Cichocka, mezzofondista polacca
- 15 marzo - Joffrey Cuffaut, calciatore francese
- 15 marzo - Ismael Guerrero, pallavolista messicano
- 15 marzo - Ever Guzmán, ex calciatore messicano
- 15 marzo - Sercan Kaya, calciatore turco
- 15 marzo - Liljana Kostova, ex calciatrice bulgara
- 15 marzo - Dmitrij Kozul'kin, giocatore di calcio a 5 kazako
- 15 marzo - Jukka Lehtovaara, ex calciatore finlandese
- 15 marzo - Jorge Maqueda, pallamanista spagnolo
- 15 marzo - Andrés Molteni, tennista argentino
- 15 marzo - Alfonso Quesada, calciatore costaricano
- 15 marzo - James Reimer, hockeista su ghiaccio canadese
- 15 marzo - Olivier Romain, cestista francese
- 15 marzo - Andres Silva, giocatore di football americano svizzero
- 15 marzo - Alexander Sims, pilota automobilistico britannico
- 15 marzo - Urpo Sivula, pallavolista finlandese
- 15 marzo - Giuseppe Statella, calciatore italiano
- 15 marzo - Dénes Szakály, calciatore ungherese
- 15 marzo - Mateja Zver, calciatrice slovena
- 16 marzo - Adrian Carambula, ex giocatore di beach volley uruguaiano
- 16 marzo - Milan Černý, calciatore ceco
- 16 marzo - Enrico Cester, pallavolista italiano
- 16 marzo - Édouard Choquet, ex cestista francese
- 16 marzo - Brett DiBiase, ex wrestler statunitense
- 16 marzo - Eliomar Correia Silva, calciatore brasiliano
- 16 marzo - Jessica Gregg, pattinatrice di short track canadese
- 16 marzo - Patrick Herrmann, ex calciatore tedesco
- 16 marzo - Niko Hovinen, hockeista su ghiaccio finlandese
- 16 marzo - Jhené Aiko, cantautrice statunitense
- 16 marzo - Toni Ketelä, ex fondista finlandese
- 16 marzo - Floriane Liborio, taekwondoka francese
- 16 marzo - Agustín Marchesín, calciatore argentino
- 16 marzo - David Murgia, attore belga
- 16 marzo - Martin Männel, calciatore tedesco
- 16 marzo - Kyle Nakazawa, ex calciatore statunitense
- 16 marzo - Destin Onka Malonga, calciatore della Repubblica del Congo († 2016)
- 16 marzo - Jevhen Past, ex calciatore ucraino
- 16 marzo - Ukra, ex calciatore portoghese
- 16 marzo - Gabriel Vicéns, chitarrista portoricano
- 16 marzo - Kaylah Zander, attrice canadese
- 17 marzo - Tomomi Abiko, astista giapponese
- 17 marzo - Emilia Bove, cestista italiana
- 17 marzo - Davide Brivio, allenatore di calcio e ex calciatore italiano
- 17 marzo - Jurij Djupin, calciatore russo
- 17 marzo - Kris Durham, ex giocatore di football americano statunitense
- 17 marzo - Martín Díaz, ex calciatore uruguaiano
- 17 marzo - Bodiong Christian Ebala, calciatore camerunese
- 17 marzo - Rasmus Elm, ex calciatore svedese
- 17 marzo - Fraser Forster, calciatore inglese
- 17 marzo - Georg Fröhlich, pilota motociclistico tedesco
- 17 marzo - Grimes, cantante e musicista canadese
- 17 marzo - Rob Housler, giocatore di football americano statunitense
- 17 marzo - Laurențiu Iorga, allenatore di calcio e ex calciatore rumeno
- 17 marzo - Josefin Johansson, calciatrice svedese
- 17 marzo - Carrie Johnson, britannica
- 17 marzo - Zorica Mitov, cestista serba
- 17 marzo - Jonas Mouton, giocatore di football americano statunitense
- 17 marzo - Ondřej Polívka, pentatleta ceco
- 17 marzo - Jonahan Romero, calciatore statunitense
- 17 marzo - Jairzinho Rozenstruik, artista marziale mista e kickboxer surinamese
- 17 marzo - Renzo Rubino, cantautore italiano
- 17 marzo - John Skelton, ex giocatore di football americano statunitense
- 17 marzo - Heidi Zacher, ex sciatrice alpina e sciatrice freestyle tedesca
- 18 marzo - María Teresa Barreto, attrice colombiana
- 18 marzo - Vanessa Borne, wrestler statunitense
- 18 marzo - Celine Brun-Lie, ex fondista norvegese
- 18 marzo - Ricard Cardús, pilota motociclistico spagnolo
- 18 marzo - Thomas Chareyre, pilota motociclistico francese
- 18 marzo - Jaume Costa, calciatore spagnolo
- 18 marzo - Elliott Crosset Hove, attore danese
- 18 marzo - Benjamin Cupid, calciatore britannico
- 18 marzo - Hovhannes Goharyan, ex calciatore russo
- 18 marzo - Violette Huck, tennista francese
- 18 marzo - Victor Hugo, giocatore di football americano brasiliano
- 18 marzo - Lossémy Karaboué, calciatore francese
- 18 marzo - Nina Kozlova, schermitrice ucraina
- 18 marzo - Johan Lindholm, allenatore di calcio e ex calciatore svedese
- 18 marzo - Ben McCalman, ex rugbista a 15 australiano
- 18 marzo - Mohammed Nasser, calciatore emiratino
- 18 marzo - Marina Rogazione, calciatrice italiana
- 18 marzo - Željko Savić, ex calciatore serbo
- 18 marzo - Berenika Tomsia, ex pallavolista polacca
- 19 marzo - Corrin Brooks-Meade, calciatore montserratiano († 2025)
- 19 marzo - Martina Fassina, ex cestista italiana
- 19 marzo - Clayton Kershaw, giocatore di baseball statunitense
- 19 marzo - Morten Krogh, arbitro di calcio danese
- 19 marzo - Max Kruse, ex calciatore tedesco
- 19 marzo - Maksim Michajlov, pallavolista russo
- 19 marzo - José Montiel, calciatore paraguaiano
- 19 marzo - Freddie Smith, attore statunitense
- 19 marzo - Muhamed Subašić, calciatore bosniaco
- 19 marzo - Rowendy Sumter, calciatore olandese
- 19 marzo - Ben Uzoh, cestista e allenatore di pallacanestro statunitense
- 19 marzo - Zhou Lulu, sollevatrice cinese
- 19 marzo - Davronçon Ėrgašev, calciatore tagiko
- 20 marzo - Jan Blažek, ex calciatore ceco
- 20 marzo - Alberto Bueno, ex calciatore spagnolo
- 20 marzo - Jani Bäckman, ex calciatore finlandese
- 20 marzo - Kevin Cone, giocatore di football americano statunitense
- 20 marzo - Cornelia Deiac, ex lunghista rumena
- 20 marzo - Danny García, pugile statunitense
- 20 marzo - Jakub Gierszał, attore polacco
- 20 marzo - Li Jingliang, artista marziale misto cinese
- 20 marzo - Denis Ljubović, calciatore croato
- 20 marzo - Juan Munafo, calciatore argentino
- 20 marzo - Julaika Nicoletti, pesista italiana
- 20 marzo - Moniek Nijhuis, ex nuotatrice olandese
- 20 marzo - William Séry, calciatore francese
- 20 marzo - Server Uraz, cantante e rapper turco
- 20 marzo - Louie Vito, snowboarder statunitense
- 21 marzo - Solomon Alabi, ex cestista nigeriano
- 21 marzo - Cristian Bălgrădean, calciatore rumeno
- 21 marzo - Josepmir Ballón, calciatore peruviano
- 21 marzo - Lee Cattermole, allenatore di calcio e ex calciatore inglese
- 21 marzo - Deividas Dulkys, ex cestista e allenatore di pallacanestro lituano
- 21 marzo - Sixpm, produttore discografico, disc jockey e musicista italiano
- 21 marzo - Diego Ferrín, altista ecuadoriano
- 21 marzo - Kathrin Fuhrer, ex sciatrice alpina svizzera
- 21 marzo - Marc García, calciatore andorrano
- 21 marzo - Leonardo Gottardo, giavellottista italiano
- 21 marzo - María Gabriela Isler, modella venezuelana
- 21 marzo - Erik Johnson, hockeista su ghiaccio statunitense
- 21 marzo - Réda Johnson, ex calciatore beninese
- 21 marzo - Michael Madl, allenatore di calcio e ex calciatore austriaco
- 21 marzo - Pat McCabe, rugbista a 15 australiano
- 21 marzo - Robert Meeuwsen, giocatore di beach volley olandese
- 21 marzo - Sergej Morozov, marciatore russo
- 21 marzo - Alexander Nelson, ex velocista britannico
- 21 marzo - Jessica Paoletta, velocista italiana
- 21 marzo - Donatas Rumšas, arbitro di calcio lituano
- 21 marzo - Juan Pablo Segovia, calciatore argentino
- 21 marzo - Nyeshia Stevenson, ex cestista statunitense
- 22 marzo - Kayleigh Barton, calciatrice gallese
- 22 marzo - Joyce Borini, calciatrice brasiliana
- 22 marzo - Mathias Coureur, ex calciatore francese
- 22 marzo - Bira Dembélé, ex calciatore francese
- 22 marzo - Antoine Gillet, velocista belga
- 22 marzo - Gareth Griffiths, rugbista a 15 spagnolo
- 22 marzo - Sabırxan Ïbrayev, calciatore kazako
- 22 marzo - Chris Ivory, giocatore di football americano statunitense
- 22 marzo - Tania Raymonde, attrice statunitense
- 22 marzo - Qays Shayesteh, calciatore olandese
- 22 marzo - Tobias Sippel, calciatore tedesco
- 22 marzo - Geoffrey Soupe, ciclista su strada francese
- 22 marzo - Federica Stufi, pallavolista italiana
- 22 marzo - Ol'ga Viluchina, ex biatleta russa
- 23 marzo - Rose Anderson, ex cestista britannica
- 23 marzo - Vanessa Bernauer, ex calciatrice svizzera
- 23 marzo - Dellin Betances, giocatore di baseball statunitense
- 23 marzo - Miguel Curiel, calciatore peruviano
- 23 marzo - Ibrahim el-Gammal, cestista egiziano
- 23 marzo - Lenny, ex calciatore brasiliano
- 23 marzo - Cristian García, calciatore argentino
- 23 marzo - Ângelina Golome, cestista angolana
- 23 marzo - Alejandro González, calciatore uruguaiano
- 23 marzo - Ana Grbac, pallavolista croata
- 23 marzo - Matthew Hannan, wrestler statunitense
- 23 marzo - Svetlana Igumenova, taekwondoka russa
- 23 marzo - Jason Kenny, pistard britannico
- 23 marzo - Katarina Lavtar, ex sciatrice alpina slovena
- 23 marzo - Soso Maness, rapper francese
- 23 marzo - Fredrik Nilsen, giocatore di calcio a 5 e calciatore norvegese
- 23 marzo - Ayana Onozuka, sciatrice freestyle giapponese
- 23 marzo - Iva Roglić, cestista serba
- 23 marzo - Tomoya Ugajin, calciatore giapponese
- 23 marzo - Srđan Vujaklija, calciatore serbo
- 23 marzo - Arianna Zampieri, cestista italiana
- 23 marzo - Ján Zápotoka, calciatore slovacco
- 24 marzo - Housain Al-Mogahwi, calciatore saudita
- 24 marzo - Jean-Guillaume Béatrix, ex biatleta francese
- 24 marzo - Carmen Di Lauro, politica italiana
- 24 marzo - Aiga Grabuste, multiplista lettone
- 24 marzo - Cody Hawkins, ex giocatore di football americano e allenatore di football americano statunitense
- 24 marzo - Keaton Henson, musicista, poeta e artista inglese
- 24 marzo - Finn Jones, attore britannico
- 24 marzo - Nick Lashaway, attore statunitense († 2016)
- 24 marzo - Thor Chuan Leong, giocatore di snooker malese
- 24 marzo - Klaas Lodewyck, dirigente sportivo e ex ciclista su strada belga
- 24 marzo - Azrack Mahamat, ex calciatore francese
- 24 marzo - Matías Martínez, ex calciatore argentino
- 24 marzo - Iveta Putalová, velocista slovacca
- 24 marzo - John Anders Rise, dirigente sportivo e calciatore norvegese
- 24 marzo - Chris Roberts, ex cestista statunitense
- 24 marzo - Christian Santos, calciatore venezuelano
- 24 marzo - Henry Speight, rugbista a 15 figiano
- 24 marzo - Matt Todd, rugbista a 15 neozelandese
- 24 marzo - Jordan Webb, ex calciatore canadese
- 25 marzo - Sergej Afanas'ev, pilota automobilistico russo
- 25 marzo - Big Sean, rapper statunitense
- 25 marzo - Darrell Arthur, ex cestista statunitense
- 25 marzo - Elisabeth Eberl, giavellottista austriaca
- 25 marzo - Juan Figallo, ex rugbista a 15 argentino
- 25 marzo - Martijn Keizer, ciclista su strada olandese
- 25 marzo - Erik Knudsen, attore canadese
- 25 marzo - Ryan Lewis, produttore discografico, disc jockey e regista statunitense
- 25 marzo - Gabriele Maruotti, ex pallavolista italiano
- 25 marzo - Erica Moore, mezzofondista statunitense
- 25 marzo - Titus Nicoară, cestista rumeno
- 25 marzo - Adam Pålsson, attore svedese
- 25 marzo - Alessandro Riguccini, pugile e kickboxer italiano
- 25 marzo - Mitchell Watt, lunghista australiano
- 26 marzo - Marcel Appiah, ex calciatore tedesco
- 26 marzo - Atena Daemi, attivista iraniana
- 26 marzo - Tiago Azulão, calciatore brasiliano
- 26 marzo - Lucas Bravo, attore e modello francese
- 26 marzo - Diogo Carvalho, nuotatore portoghese
- 26 marzo - Renate Cerljen, modella svedese
- 26 marzo - Mika Chunuonsee, calciatore thailandese
- 26 marzo - Marco Diviach, ex cestista italiano
- 26 marzo - Davidson Drobo-Ampem, calciatore ghanese
- 26 marzo - George Groves, pugile britannico
- 26 marzo - Mauno Hermunen, pilota motociclistico finlandese
- 26 marzo - Barış Hersek, ex cestista turco
- 26 marzo - Marko Jovanović, ex calciatore serbo
- 26 marzo - Calvin Kattar, artista marziale misto statunitense
- 26 marzo - Suvi Koponen, modella finlandese
- 26 marzo - Holly Lincoln-Smith, pallanuotista australiana
- 26 marzo - Fábio Tavares, calciatore portoghese
- 26 marzo - Petar Muslim, ex pallanuotista croato
- 26 marzo - Lucas Rios Marques, ex calciatore brasiliano
- 26 marzo - Robin Shroot, allenatore di calcio e ex calciatore nordirlandese
- 26 marzo - Yoo Byung-soo, calciatore sudcoreano
- 26 marzo - Mohamed Youssouf, calciatore comoriano
- 26 marzo - Maryna Černjak, judoka ucraina
- 27 marzo - Rodrigo Eduardo Costa Marinho, ex calciatore brasiliano
- 27 marzo - Junior Galette, giocatore di football americano haitiano
- 27 marzo - Mauro Goicoechea, calciatore uruguaiano
- 27 marzo - Holliday Grainger, attrice britannica
- 27 marzo - Victor Heringer, scrittore e poeta brasiliano († 2018)
- 27 marzo - Jessie J, cantautrice e personaggio televisivo britannica
- 27 marzo - Artëm Olegovič Novičonok, astronomo russo
- 27 marzo - Quentin Othon, ex calciatore francese
- 27 marzo - Leonardo Santana da Silva, giocatore di calcio a 5 brasiliano
- 27 marzo - Moe Sbihi, canottiere britannico
- 27 marzo - Łukasz Sierpina, calciatore polacco
- 27 marzo - Brenda Song, attrice, doppiatrice e produttrice televisiva statunitense
- 27 marzo - Atsuto Uchida, ex calciatore giapponese
- 27 marzo - Abdulla Yasser, calciatore bahreinita
- 27 marzo - Claudemir Domingues de Souza, calciatore brasiliano
- 28 marzo - Saeed Al Kathiri, calciatore emiratino
- 28 marzo - Khalid Al-Ghamdi, ex calciatore saudita
- 28 marzo - Weverton Almeida Santos, calciatore brasiliano
- 28 marzo - Andrea Ancellotti, cestista italiano
- 28 marzo - Geno Atkins, ex giocatore di football americano statunitense
- 28 marzo - Kevin Brands, calciatore olandese
- 28 marzo - Daniele De Angelis, attore italiano
- 28 marzo - Tomaž Druml, ex combinatista nordico austriaco
- 28 marzo - Ádám Holczer, calciatore ungherese
- 28 marzo - Steven Johnson, ex giocatore di football americano statunitense
- 28 marzo - Andrej Matejunas, ex cestista russo
- 28 marzo - Albert Reynolds, giavellottista santaluciano
- 28 marzo - Lacey Turner, attrice britannica
- 28 marzo - Mohamed Al Shehhi, calciatore emiratino
- 28 marzo - Alen Šket, pallavolista sloveno
- 29 marzo - Roberto Junior Fernández, calciatore paraguaiano
- 29 marzo - Andrei Ionescu, calciatore rumeno
- 29 marzo - Ansu Kabia, attore e produttore cinematografico britannico
- 29 marzo - Stefanos Kasselakīs, politico greco
- 29 marzo - Adrian Kurek, ex ciclista su strada polacco
- 29 marzo - Francesco Lasca, ex ciclista su strada italiano
- 29 marzo - Nicky Law, allenatore di calcio e ex calciatore inglese
- 29 marzo - Taccjana Lichtarovič, cestista bielorussa
- 29 marzo - Haris Mehmedagić, calciatore croato
- 29 marzo - Stefan Mitrović, ex pallanuotista serbo
- 29 marzo - Jesús Molina, ex calciatore messicano
- 29 marzo - Felipe Ponce Ramírez, calciatore messicano
- 29 marzo - Boris Prokopič, ex calciatore slovacco
- 29 marzo - Roberto Quartaroli, ex rugbista a 15 italiano
- 29 marzo - Marek Suchý, calciatore ceco
- 29 marzo - Bojana Živković, pallavolista serba
- 29 marzo - Jürgen Zopp, ex tennista estone
- 30 marzo - Capri Anderson, ex attrice pornografica statunitense
- 30 marzo - Andrei Bugneac, ex calciatore moldavo
- 30 marzo - Chou Tao, ginnasta cinese
- 30 marzo - Jordan Davis, cantante statunitense
- 30 marzo - John Fields, cestista statunitense
- 30 marzo - Zaur Kuramagomedov, lottatore russo
- 30 marzo - Armelie Lumanu, ex cestista della Repubblica Democratica del Congo
- 30 marzo - Andrés Matonte, arbitro di calcio uruguaiano
- 30 marzo - Athanasios Papazoglou, calciatore greco
- 30 marzo - Richard Sherman, ex giocatore di football americano statunitense
- 30 marzo - Lutfulla To'rayev, ex calciatore uzbeko
- 30 marzo - Nick Wieland, ex giocatore di football americano e allenatore di football americano tedesco
- 30 marzo - Larisa Yurkiw, ex sciatrice alpina canadese
- 31 marzo - Nicolás Aguirre, cestista argentino
- 31 marzo - Nuno Borges, calciatore portoghese
- 31 marzo - Ante Brkić, scacchista croato
- 31 marzo - Hogan Ephraim, ex calciatore inglese
- 31 marzo - Antonio Fent, giavellottista italiano
- 31 marzo - Forrest Galante, avventuriero, conduttore televisivo e ambientalista statunitense
- 31 marzo - Karl Klug, giocatore di football americano statunitense
- 31 marzo - DeAndre Liggins, cestista statunitense
- 31 marzo - Edit Miklós, ex sciatrice alpina rumena
- 31 marzo - Jonathan Sabbatini, calciatore uruguaiano
- 31 marzo - Tom Scobbie, ex calciatore scozzese
- 31 marzo - Conrad Sewell, cantautore australiano
- 31 marzo - Ernest Sowah, ex calciatore ghanese
- 31 marzo - Fabian Stoller, ex calciatore svizzero
- 31 marzo - Oya Unustası, attrice e modella turca
- 31 marzo - Keisha White, cantante britannica